# Pseudapanteles abantidas
Pseudapanteles abantidas är en stekelart som först beskrevs av Nixon 1965.  Pseudapanteles abantidas ingår i släktet Pseudapanteles och familjen bracksteklar. Inga underarter finns listade i Catalogue of Life.